# Luetkenotyphlus brasiliensis
Luetkenotyphlus brasiliensis är en groddjursart som först beskrevs av Christian Frederik Lütken 1851.  Luetkenotyphlus brasiliensis ingår i släktet Luetkenotyphlus och familjen Caeciliidae. IUCN kategoriserar arten globalt som otillräckligt studerad. Inga underarter finns listade i Catalogue of Life.